# Albrecht von Boeselager

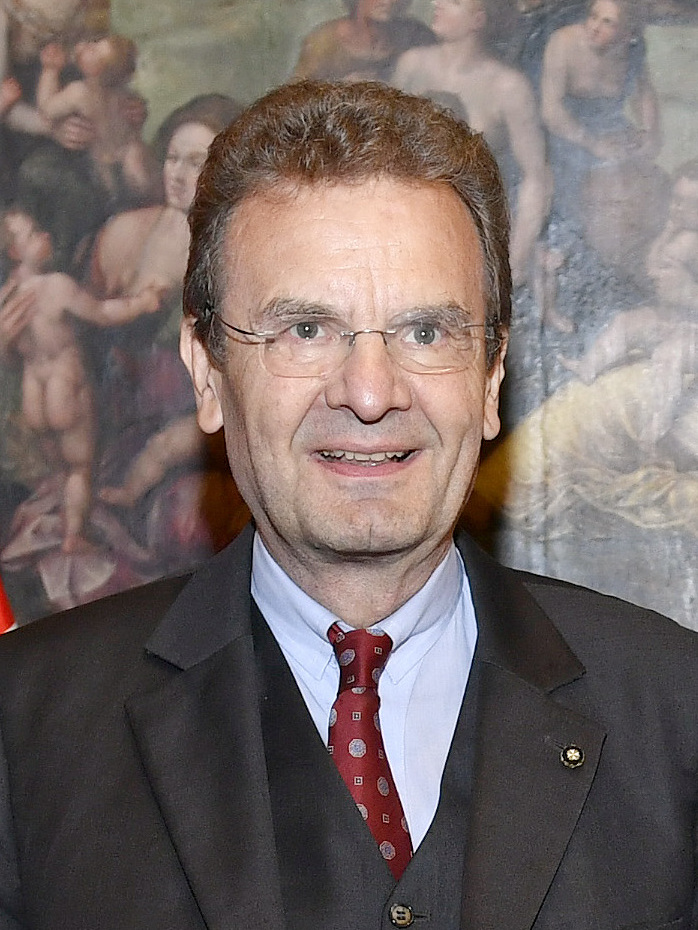
Albrecht Freiherr von Boeselager (2019).

Albrecht Freiherr von Boeselager, heer van Kreuzberg (Kreuzberg (Ahr), 4 oktober 1949) is een Duits jurist en lid van de Orde van Malta.

## Levensloop
Von Boeselager is een zoon van Philipp Freiherr von Boeselager (1917-2008), die deelnam aan de opstand Walkürie tegen Hitler, en van Maria Gräfin von Westphalen zu Fürstenberg (1923-2014). Hij is in 1984 getrouwd met Praxedis Freiin von und zu Guttenberg, dochter van CSU-politicus Karl Theodor zu Guttenberg (1921–1972) en Rosa Sophie Prinzessin und Herzogin von Arenberg (1922–2012), en daarmee nicht van Karl-Theodor zu Guttenberg. Het echtpaar heeft vijf kinderen.
Na middelbare school te hebben gevolgd in het jezuïetencollege van Bad Godesberg studeerde hij rechten aan de Friedrich-Wilhelms-Universität in Bonn, aan de Universität in Genève en aan de Albert-Ludwigs-Universität in Freiburg.
In 1968-1970 volbracht hij zijn legerdienst en werd reserve-luitenant. Van 1976 tot 1990 was hij advocaat. In 1987 nam hij het landbouwbedrijf van zijn vader over. Hij is eigenaar van Burg Kreuzberg. Als bossen-eigenaar is hij voorzitter van het Waldbauvereins in Ahrweiler.

## Orde van Malta
Von Boeselager werd in 1976 lid van de Orde van Malta. Van 1982 tot 2015 was hij kanselier van de Duitse afdeling van de Orde. 
Van 1982 tot in 1990 leidde hij de hulpdiensten van de Orde in het aartsbisdom Keulen.
In 1989 werd hij verkozen in de Soevereine Raad van de Orde. Hij werd herkozen in 1994, 1999, 2004 en 2009. In 2005 werd hij verkozen tot groothospitalier, tot in 2014. Op 31 mei 2014 werd hij verkozen tot grootkanselier (of regeringsleider).
Sinds 1990 is hij lid van de pauselijke raad voor de ziekenpastoraal en sedert 1994 lid van de pauselijke raad Cor Unum.

## Crisis in de Maltezerorde
Op 6 december 2016 werd Von Boeselager "wegens zwaarwichtige redenen" uit zijn ambt ontzet, nadat hij geweigerd had spontaan ontslag te nemen. Dit betekende het begin van een open strijd binnen de Orde en met het Vaticaan. Hij ging in beroep bij het Vaticaan, waar paus Franciscus ervoor zorgde dat hij weer zijn functie kon opnemen.
Dit was meteen het begin van een door de paus bevolen herziening van de statuten en van de status van de Orde. De paus stelde een commissie aan van vijf leden, die de zaak moest onderzoeken. De grootmeester van de Orde liet onmiddellijk weten dat het om een inwendige zaak binnen de orde ging en het Vaticaan hierin niets te zien had. Meteen werd vanuit de Orde de onpartijdigheid van de onderzoekscommissie in vraag gesteld, omdat de leden tot de vriendenkring van Von Boeselager zouden behoren. Het Vaticaan verwierp onmiddellijk de beschuldiging aan het adres van de onderzoekscommissie. Nadat het verslag van deze commissie aan paus Franciscus was overgemaakt, ontbood hij grootmeester Matthew Festing op 24 januari 2017 en gebood hij hem om ter plekke zijn ontslag als grootmeester te ondertekenen. Op 28 januari kwam de Soevereine raad van de Orde bijeen en aanvaardde het ontslag.
De paus liet meteen weten dat alle beslissingen van de grootmeester vanaf 6 december 2016 ongeldig waren en ook daarin volgde de raad en nam een beslissing in dezelfde zin. Dit betekende dat Von Boeselager onmiddellijk in het ambt van grootkanselier werd hersteld.
Op 2 februari 2017 hield de orde van Malta een druk bijgewoonde persconferentie, waarop vier leden van de soevereine raad het woord namen, onder het voorzitterschap van Albrecht von Boeselager. Zijn prominente rol werd hiermee onderstreept, terwijl de luitenant-grootmeester Ludwig Hoffmann von Rumerstein afwezig bleef. 
In 2019 werd hij door het Algemeen Kapittel bevestigd als grootkanselier voor de volgende vijf jaar. Hij werd echter op 3 september 2022, zoals alle bestuurders van de Orde, door paus Franciscus afgezet en vervangen.